# Cisis
Cisis – dźwięk, którego częstotliwość dla cisis¹ wynosi około 293,7 Hz. Jest to podwyższony za pomocą podwójnego krzyżyka dźwięk c. Dźwięki enharmonicznie równoważne to: d i eses. 